# Aversa
Aversa ist eine italienische Stadt mit 49.544 Einwohnern (Stand 31. Dezember 2023) in der Provinz Caserta. Sie liegt in der als agro aversano bekannten, weitgehend landwirtschaftlich geprägten Ebene. Sie wurde 1030 von Rainulf Drengot gegründet und war die erste normannische Grafschaft am Mittelmeer.

## Sehenswürdigkeiten

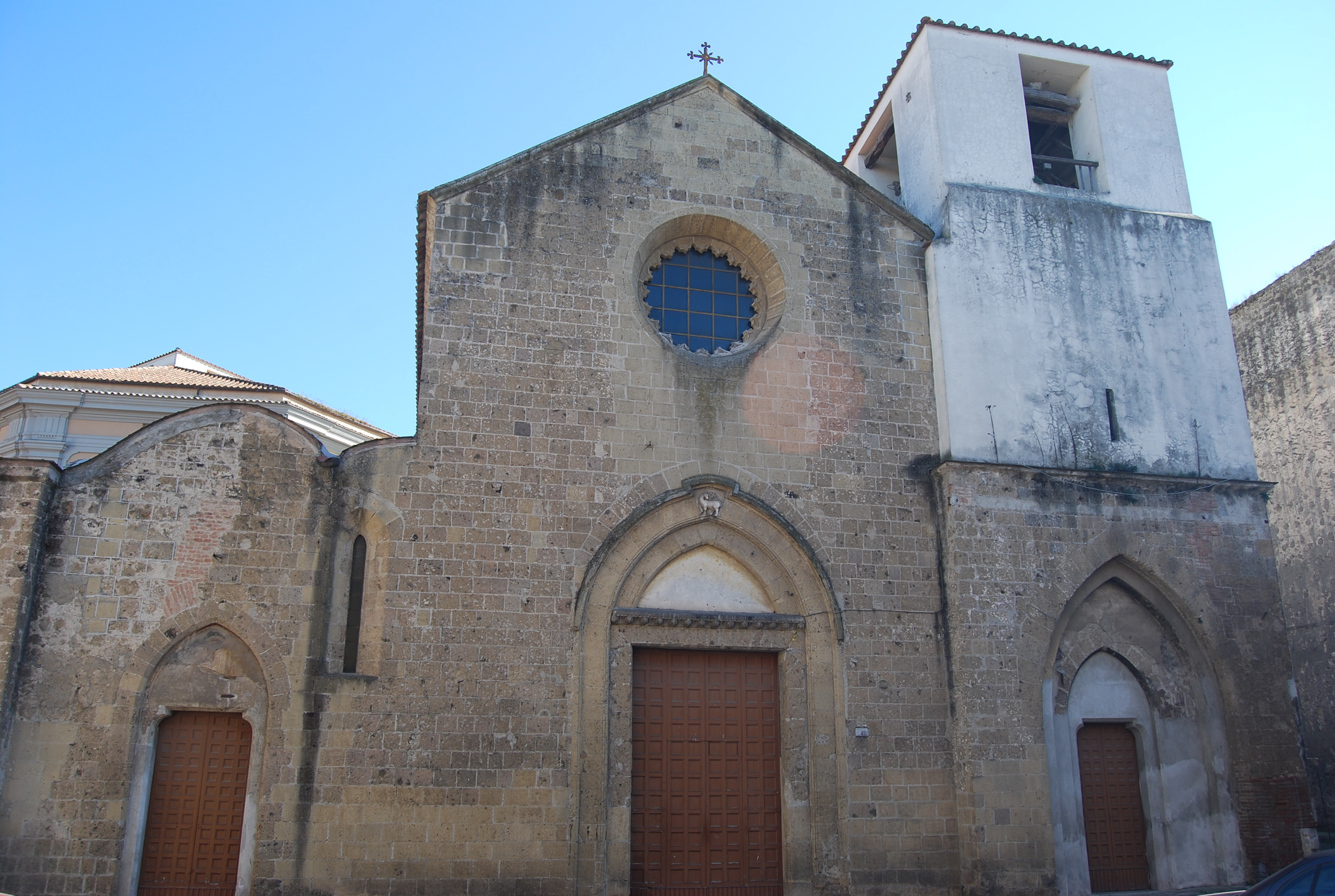
Chiesa di Santa Maria a Piazza

- Der romanische Duomo (Kathedrale), geweiht dem heiligen Paulus von Tarsus, mit Chorumgang und oktogonaler Kuppel
- Die barocke Kirche San Francesco delle Monache
- Das Ospedale Psichiatrico Santa Maria Maddalena, gegründet von Joachim Murat im Jahre 1813
- Das Real Casa dell’Annunziata
- Die benediktinische Abtei San Lorenzo, gegründet im 10. Jahrhundert, mit Renaissance-Kreuzgang
- Die Kirche Santa Maria a Piazza, gegründet im 10. Jahrhundert, besitzt Fresken der Schule von Giotto di Bondone.
- Andere Kirchen in der Stadt beherbergen Gemälde von Guido da Siena, Polidoro da Caravaggio, Marco Pino da Siena, Pietro da Cortona, Pietro Negroni, Giuseppe Ribera, Cornelius Smeet, Abram Vink, Teodoro d’Errico, Francesco de Mura, Massimo Stanzione und Paolo de Majo.

## Städtepartnerschaften
- Pratola Serra, Italien, seit 2010
- Alife, Italien, seit 2010

## Persönlichkeiten
- Marcello d’Aste (1657–1709),  Kardinal und Diplomat
- Niccolò Jommelli (1714–1774), Komponist
- Domenico Cimarosa (1749–1801), Komponist
- Gaetano Andreozzi (1755–1826), Komponist
- Guglielmo Sanfelice D’Acquavella (1834–1897), Kardinal
- Antonio Ruberti (1927–2000), Politiker und Ingenieur
- Angelo Mottola (1935–2014), Erzbischof und Diplomat
- Carlo Villano (* 1969), Bischof von Pozzuoli und Ischia
- Raffaele Bianco (* 1987), Fußballspieler
- Raphaela Lukudo (* 1994), Sprinterin

## Normannische Grafen von Aversa
- 1030–1045: Rainulf Drengot
- 1045–1045: Asclittin der Jüngere
- 1045–1048: Rainulf Trincanocte
- 1048–1049: Hermann (1048: Wilhelm Bellabocca)
- 1049–1078: Richard (und Fürst von Capua in 1058)
- 1078–1091: Jordan (und Fürst von Capua in 1078)